# Црква Светог цара Константина и царице Јелене у Опарићу
Црква Светог цара Константина и царице Јелене у Опарићу, насељеном месту на територији општине Рековац, подигнута је 1937. године, припада Епархији шумадијској Српске православне цркве.
Према летопису цркве темељи за изградњу освештани су 1932. године у недељу пред празник Мале Госпојине. Иницијатор и главни организатор градње храма био је архимандрит Никон Лазаревић из Манастира Каленић. За ктитора цркве се наводи краљ Александар I Карађорђевић.
Црква је освећена 3. јуна 1937. године на празник Светог цара Константина и царице Јелене у време Патријарха српског Варнаве и владавине Намесништва, на челу са намесником кнезом Павлом Карађорђевићем. Освећење Цркве извршио је Епископ жички Свети Владика Николај Велимировић. Том приликом Епископ је поклонио цркви крст на коме стоји запис „Епископ Николај Храму сему за спасење народа. Амин. 1937. године”. 
У оквиру цркве се налази и спомен – костурница изгинулим ратницима из Левча у ослободилачким ратовима 1912-1918 године.